# Playa Limón
Playa Limón är en ort i Mexiko.   Den ligger i kommunen Santiago Jocotepec och delstaten Oaxaca, i den sydöstra delen av landet, 400 km sydost om huvudstaden Mexico City. Playa Limón ligger 100 meter över havet och antalet invånare är 439.
Terrängen runt Playa Limón är huvudsakligen kuperad, men norrut är den platt. Runt Playa Limón är det ganska glesbefolkat, med 24 invånare per kvadratkilometer. Närmaste större samhälle är San Antonio las Palmas, 13,0 km söder om Playa Limón. I omgivningarna runt Playa Limón växer i huvudsak städsegrön lövskog.